# Scooby-Doo! in Where's My Mummy?
Scooby-Doo! In Where's My Mummy? (Scooby-Doo y la maldición de Cleopatra en Hispanoamérica y ¡Scooby Doo! en El misterio del faraón en España) es la novena película animada directa a video basada en la serie animada clásica Scooby-Doo. Fue estrenada en cines seleccionados en Estados Unidos el 24 de noviembre de 2005, y el 13 de diciembre del mismo año fue lanzada en DVD en USA y en Canadá. Fue producida por Warner Bros. Animation, aunque aparece el copyright y el logo de Hanna-Barbera Cartoons al final.

## Reparto de Voces
- Frank Welker - Scooby-Doo/Fred Jones
- Casey Kasem - Shaggy Rogers
- Mindy Cohn - Velma Dinkley
- Grey DeLisle - Daphne Blake
- Christine Baranski - Amelia Von Butch
- Ajay Naidu - Príncipe Omar Karam
- Ron Perlman - Armin Granger "Hotep"
- Jeremy Piven - Rock Rivers
- Wynton Marsalis - Campbell
- Oded Fehr - Amahl Ali Akbar
- Virginia Madsen - Cleopatra